# Handelskapitalisme
Het handelskapitalisme of vroegkapitalisme is een economisch systeem dat ontstond bij de opkomst van de rijke stedelijke gebieden in Noord-Italië en Vlaanderen in de hoge en late middeleeuwen. Kooplieden investeerden hun steeds groeiende kapitaal in ondernemingen op het gebied van handel en daarmee verbonden bedrijfstakken, zoals scheepsbouw, manufactuur en trafiek. Toen door de grote ontdekkingsreizen rond 1500 wereldhandel ontstond, kwamen grote, kapitaalkrachtige bedrijven tot stand. In de beginfase waren dat meestal familiebedrijven. Later begonnen kooplieden steeds vaker een joint venture om de risico's van hun investeringen te spreiden. De VOC is het eerste bedrijf ter wereld dat kapitaal bijeenbracht door de uitgifte van aandelen aan toonder. Langzamerhand werd het beperken van de risico's en daarmee het voortbestaan van de ondernemingen belangrijker dan het behalen van winst op zich. 
Vooral voor de Republiek der Zeven Verenigde Nederlanden en Engeland zien historici een verband tussen de opkomst van kapitalisme en het calvinisme, dat het verdienen van veel geld beschouwt als een volstrekt aanvaardbare manier om je - door God gegeven - talenten te ontplooien.